# انسداد راه هوایی
انسداد راه هوایی (به انگلیسی: Airway obstruction) انسداد تنفس در راه هوایی است که مانع از جریان آزاد هوا می‌شود. به‌طور کلی می‌توان آن را در راه هوایی بالایی (UPA) یا راه هوایی پایینی (LOA) طبقه‌بندی کرد.
انسداد راه هوایی یک وضعیت تهدیدکنندهٔ زندگی است و نیاز به توجه فوری و کمک در صورت نیاز دارد. کمک برای رفع انسداد راه هوایی فوقانی با استفاده از تکنیک‌های کمک‌های اولیه ضدخفگی آغاز می‌شود.

## پیامدها
انسداد راه هوایی ممکن است سبب پنومونی انسدادی یا پنومونی پس از انسداد شود. همچنین می‌تواند نشانه‌ای از بیماری مزمن انسدادی ریه (COPD) باشد، یک اختلال تنفسی رایج که یک عامل خطر برای سرطان ریه است.